# Vitalisia bangiensus
Vitalisia bangiensus is een rechtvleugelig insect uit de familie veldsprinkhanen (Acrididae). De wetenschappelijke naam van deze soort is voor het eerst geldig gepubliceerd in 2007 door Mahmood, Samira & Idris.